# Dreuilhe
Dreuilhe – miejscowość i gmina we Francji, w regionie Oksytania, w departamencie Ariège.
Według danych na rok 2010 gminę zamieszkiwało 371 osób, a gęstość zaludnienia wynosiła 53 osób/km².